# Crossroads (Tracy Chapman)
Crossroads è il secondo album di Tracy Chapman, pubblicato nel 1989.

## Tracce
1. Crossroads – 4:15
2. Bridges – 5:27
3. Freedom Now – 4:05
4. Material World – 3:05
5. Be Careful of My Heart – 4:42
6. Subcity – 5:15
7. Born To Fight – 2:50
8. A Hundred Years – 4:24
9. This Time – 3:44
10. All That You Have Is Your Soul – 5:16